# Honey & Honey Drops
Honey & Honey Drops (蜜×蜜ドロップス?, Mitsu x Mistu Doroppusu) è un manga dell'autrice Kanan Minami, pubblicato in Giappone dalla Shogakukan sulla rivista Shōjo Comic in 8 volumi, dal 20 dicembre 2004 al 26 settembre 2006. In Italia, è stato pubblicato da Star Comics dal 26 marzo 2009 al 24 giugno 2010 nella collana Amici. I primi due volumi del manga sono stati adattati nel 2006 in una serie OAV di 2 episodi dallo studio Radix.

## Trama
Nella Hojo High School, soprattutto nel Corso Kuge, esistono due particolari gruppi di studenti: i Masters e gli Honeys. I Masters sono un gruppo di studenti molto ricchi, che possono instaurare un accordo con gli studenti meno facoltosi, gli Honeys. Con questo accordo essi si incaricano di pagare le rette scolastiche e altre necessità pecuniarie dei loro Honey e questi devono aiutare i loro protettori nello studio, occuparsi delle loro necessità e fare tutto ciò che viene loro ordinato.
Dopo un incontro iniziale non molto felice Yuzuru diventa la Honey di Kai, destando negli altri studenti un certo scalpore, in quanto Kai era famoso per non aver mai avuto una Honey fissa, a differenza di tutti gli altri... tra i due naturalmente nascerà una relazione, molto contrastata da personaggi secondari che compariranno piano piano nella storia, che però avrà una fine degna dei libri di favola.

## Personaggi
Yuzuru Hagino
Doppiata da Misato Fukuen
È una studentessa ordinaria che frequenta la Hojo High School. Da quando ha distrattamente offeso Kai Renge durante il suo lavoro estivo è diventata la sua Honey. All'inizio a Yuzuru non piace Kai perché ogni volta che i due si trovano assieme questo la molesta sessualmente, ma durante il corso della storia i suoi sentimenti verso di lui cambiano. I genitori di Yuzuru sono molto avidi e cercano vari modi per guadagnare denaro facilmente sfruttando spesso Yuzuru e dimostrando poco affetto nei suoi confronti e verso il loro secondogenito Kanaru. Yuzuru va male sia negli studi che nello sport e in un primo momento vede Kai come colui che le paga gli studi e tutto ciò di cui ha bisogno ma col tempo si innamora di lui, ricambiata. Per tutta la serie Yuzuru e Kai sono molto innamorati l'uno dell'altro nonostante quello che Chihaya e altri fanno per separarli.
Kai Renge
Doppiato da Ken'ichi Suzumura
È uno studente della Hojo High School. Egli è il "Master" di Yuzuru ed è nato in una famiglia molto ricca nota come la "Famiglia Renge". In un primo momento pensa che Yuzuru possa essere per lui solo un giocattolo con il quale giocare un po' per poi buttarla via come le sue Honey precedenti, tuttavia ben presto si accorgerà di essersi innamorato di lei. Kai va bene in tutti gli sport, ma in particolare nel basket e i suoi risultati accademici sono altissimi. Kai è eccessivamente protettivo nei confronti di Yuzuru, ma la ama teneramente e lotta sempre perché lei sia la sua Honey. Nonostante la loro differenza di stato e ricchezza Kai deciderà di sposare Yuzuru alla fine del manga non prestando attenzione alle pressioni della sua famiglia.
Nayuta Sakuragi
Doppiato da Hisayoshi Suganuma
È uno studente in Hojo High School, e il migliore amico di Kai fin da quando erano piccoli. Nayuta è il "Master" di Genjo. He . Egli molto abile nello sport. Nayuta chiama sempre Yuzuru come "Yuzuyuzu".
Genjo Kuki
Doppiato da Takehito Koyasu
Genjo è l'"Honey" di Nayuta, è un ragazzo molto intelligente. Egli è un "Honey" molto dirigente e competente, a volte dà consiglia molto utili a Yuzuru. Genjo è incredibilmente fedele a Nayuta e giura che farà di tutto per il suo padrone, "Master". Ha dei lunghi capelli blu e porta gli occhiali. Porta i capelli così tanto lunghi da un giorno che il suo padrone (il suo "Master"), Nayuta, gli tocco i capelli. Però, è così goffo che non riesce a legarli e finisce sempre che glieli lega Nayuta.
Chihaya Yurioka
Doppiato da Jun Fukuyama
È uno studente della Hojo High School, che sembra indossare sempre un kimono e portare con sé sempre un ventaglio tipicamente giapponese in mano. Chihaya vive in una casa tradizionale giapponese. All'apparenza sembrerebbe che non sopporta Kai ed molto gentile con la sua "Honey", ma, è in realtà molto rispettoso di Kai e odia, anzi disprezza, la sua "Honey", soprattutto quelli che a suo parere possano essere scomodi o stupidi, come Yuzuru. Nel corso della serie, egli provoca un sacco di guai tra Yuzuru e Kai.
Kajaka Shiryu
Anche lei è una frequentante dell'istituto Hojo High School, fin dalle elementari, nonché promessa sposa di Kai, ma a causa di problemi al cuore per mesi è stata assente dalla scuola andando sino in America per operarsi. Nonostante l'operazione sia ottimamente riuscita, quando torna continua ad avere ogni tanto delle crisi, la prima che si riscontra è quella di quando, una volta ritornata, si reca a casa di Kai e si accorge del tenero che esiste tra lui e Yuzuru. Kayaka farà di tutto per tornare a stare con Kai, il ragazzo che le piace, alleandosi perfino con Chihaya. Alla fine ritornerà in America per seguire dei corsi di studio, accompagnata da colui che la ama da sempre, alla fine ricambiato: Toui, il tutore di Kai.